# Mario Mandžukić
Mario Mandžukić (Slavonski Brod, 21 de maig de 1986) és un exfutbolista croat. A banda del seu talent com a golejador, és conegut també per la seva tasca defensiva i el seu joc sense pilota.

## Trajectòria esportiva
El 21 de desembre de 2013 jugà com a suplent a l'equip del Bayern de Múnic que esdevingué campió del Campionat del Món de Clubs de futbol 2013, a Marràqueix, Marroc, en derrotar per 2-0 el Raja Casablanca.

### Atlètic de Madrid
El 10 de juliol de 2014, Mandžukić va signar un contracte per quatre anys amb l'Atlètic de Madrid, que el va comprar al Bayern de Múnic per uns 22 milions d'euros. Mandžukić arribà al club madrileny després d'haver jugat les dues temporades anteriors al Bayern de Múnic, on va aconseguir 33 gols en 54 partits oficials, amb l'esperança de rendir al nivell de Diego Costa, que havia marxat al Chelsea FC.

## Palmarès

### Competicions nacionals
| Títol                | Club              | País     | Any  |
| -------------------- | ----------------- | -------- | ---- |
| Prva HNL             | Dinamo de Zagreb  | Croàcia  | 2008 |
| Copa de Croàcia      | Dinamo de Zagreb  | Croàcia  | 2008 |
| Prva HNL             | Dinamo de Zagreb  | Croàcia  | 2009 |
| Copa de Croàcia      | Dinamo de Zagreb  | Croàcia  | 2009 |
| Prva HNL             | Dinamo de Zagreb  | Croàcia  | 2010 |
| Supercopa d'Alemanya | Bayern de Múnic   | Alemanya | 2012 |
| Bundesliga           | Bayern de Múnic   | Alemanya | 2013 |
| Copa d'Alemanya      | Bayern de Múnic   | Alemanya | 2013 |
| Bundesliga           | Bayern de Múnic   | Alemanya | 2014 |
| Copa d'Alemanya      | Bayern de Múnic   | Alemanya | 2014 |
| Supercopa d'Espanya  | Atlètic de Madrid | Espanya  | 2014 |
| Supercopa d'Itàlia   | Juventus FC       | Itàlia   | 2015 |
| Serie A              | Juventus FC       | Itàlia   | 2016 |
| Copa Itàlia          | Juventus FC       | Itàlia   | 2016 |
| Copa Itàlia          | Juventus FC       | Itàlia   | 2017 |
| Serie A              | Juventus FC       | Itàlia   | 2017 |
| Copa Itàlia          | Juventus FC       | Itàlia   | 2018 |
| Serie A              | Juventus FC       | Itàlia   | 2018 |
| Serie A              | Juventus FC       | Itàlia   | 2019 |

### Competicions internacionals
| Títol              | Club            | País       | Any  |
| ------------------ | --------------- | ---------- | ---- |
| Supercopa d'Europa | Bayern de Múnic | Praga      | 2013 |
| Campionat del Món  | Bayern de Múnic | Marràqueix | 2013 |